# Вознесенский мост (Санкт-Петербург)
Вознесе́нский мост — автодорожный металлический рамный мост через канал Грибоедова в Адмиралтейском районе Санкт-Петербурга, соединяет Казанский и Спасский острова.

## Расположение
Мост пересекает канал Грибоедова по оси Вознесенского проспекта. Выше по течению находится Кокушкин мост, ниже — Подьяческий мост. Ближайшие станции метрополитена (600 м) — «Садовая», «Сенная площадь», «Спасская».

## Название
Мост получил своё название 20 августа 1739 года по Вознесенской церкви, возведённой рядом с мостом в 1760-х годах по проекту А. Ринальди и разрушенной в 1936 году.

## История
К 1735 году на этом месте существовал деревянный мост. К 1790 году, когда было завершено строительство гранитных набережных на этом участке Екатерининского канала, мост имел каменные, облицованные гранитом, устои и деревянный балочный пролёт. Одним из авторов перестройки деревянного моста был архитектор Г. Х. Паульсен. В 1901 году пролётное строение моста состояло из 13 ферм (прогонов) подкосной системы, длина моста составляла 12 м, ширина — 10,8 м. В 1905 году заменено верхнее строение моста, работы производились под наблюдением инженера П. А. Лихачёва. В 1915 году городская управа одобрила проект переустройства и расширения моста до 19 м. В 1919 году произведён капитальный ремонт моста с заменой пролётного строения на ригельно-подкосное, состоявшее из 9 прогонов. Ширина моста осталась прежней.
В 1930 году в связи с прокладкой трамвайных путей по проспекту Майорова мост был расширен. Старые устои были сохранены, но пролётное строение было заменено на более прочное (также ригельно-подкосное), а ширина моста увеличилась до 22 м. Для этого по обе стороны устоев были забиты дополнительные свайные опоры.
14 октября 1941 года половина пролётного строения моста и каменный устой были разрушены прямым попаданием немецкой авиабомбы. Часть разбитых прогонов, опиравшихся на каменные устои, заменили металлическими двутавровыми балками. Из-за того, что по мосту проходила трамвайная линия, восстановительные работы были проведены в кратчайшие сроки: через 4 дня (18 октября) мост был открыт для движения. В 1944 году на проспекте Майорова, в том числе и на Вознесенском мосту, были сняты трамвайные пути.
К 1957 году мост пришёл в аварийное состояние. Движение по нему было закрыто, и в 1957—1958 годах он был перестроен в однопролётный, с металлическим пролётным строением рамной конструкции. Конструктивная часть разрабатывалась в институте «Ленгипроинжпроект» главным инженером проекта Б. Б. Левиным, архитектурную часть разрабатывал архитектор Л. А. Носков. Строительство вело СУ-2 треста «Ленмостострой».

## Конструкция

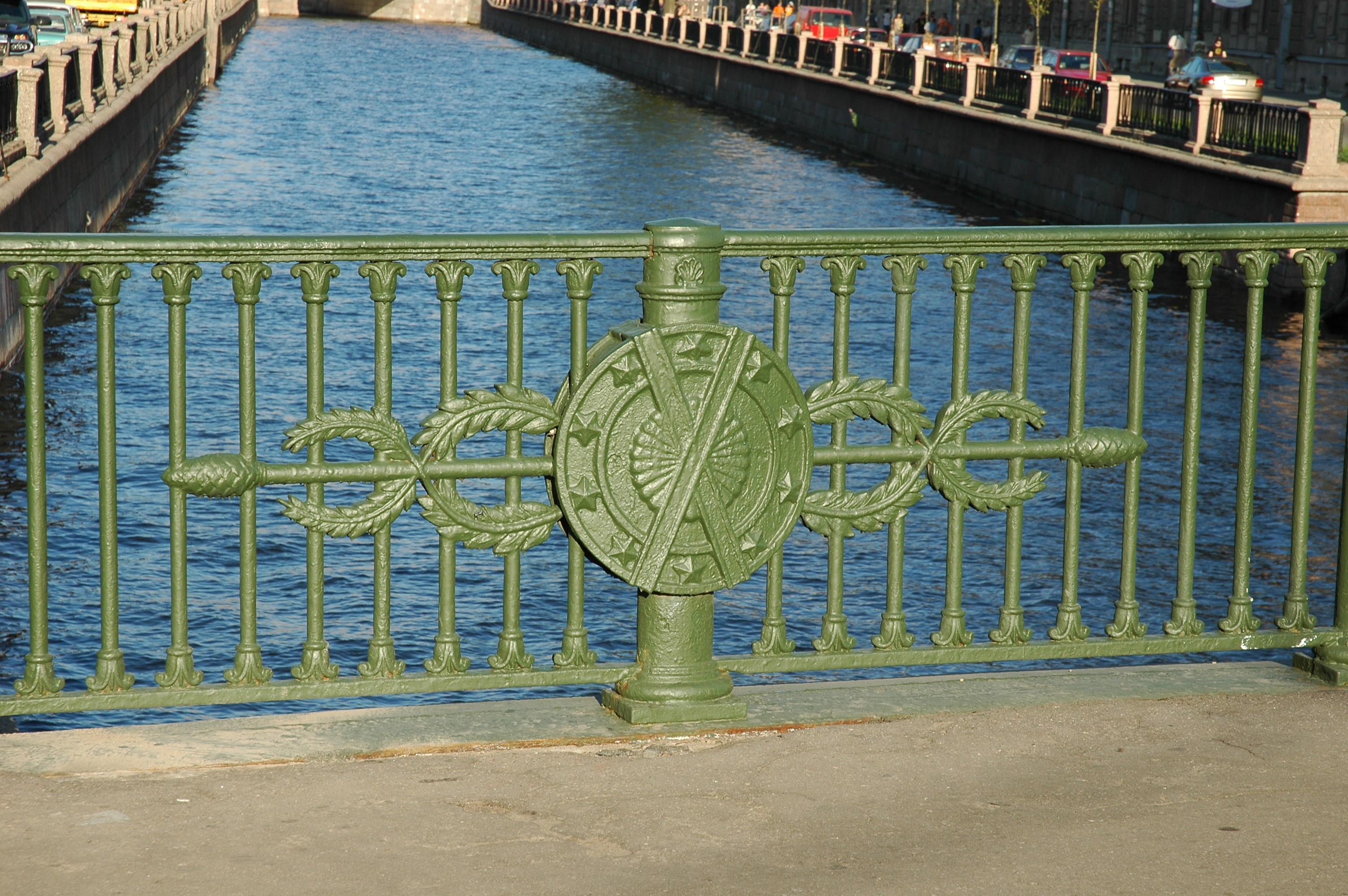
Вознесенский мост, деталь ограждения

Мост однопролётный сталежелезобетонный, рамной конструкции. Расчетный пролет составляет 16,8 м. По конструкции аналогичен Египетскому мосту через Фонтанку, построенному на 2 года раньше (в 1955 году). Главные балки пролётного строения представляют собой двухшарнирные рамы с металлическими сварными ригелями двутаврового сечения. Ригели рам в середине пролета имеют высоту 350 мм и у ног — 1200 мм. Металлические «ноги» рам заармированы и омоноличены с передней железобетонной стенкой устоя. Плита проезжей части в поперечном направлении опирается на 10 параллельных рам, соединенных между собою попарно поперечными связями. Устои монолитные железобетонные на свайном основании. Под устои забито по 74 составные сваи с уклоном 5:1.
Стенки устоев облицованы гранитными плитами. Общая длина моста составляет 19,3 м, ширина — 20 м.
Мост предназначен для движения автотранспорта и пешеходов. Проезжая часть моста включает в себя 3 полосы для движения автотранспорта. Покрытие проезжей части и тротуаров — асфальтобетон. Тротуары отделены от проезжей части высоким гранитным поребриком. Перильные ограждения чугунные художественного литья, однотипные с ограждениями Итальянского моста. На открылках устоев установлены гранитные парапеты. У въездов на мост на гранитных постаментах установлены торшеры с фонарями по типу Садового моста.

## Мост в литературе
Вокруг Вознесенского моста разворачиваются многие события в романе Ф. М. Достоевского «Преступление и наказание». На нём любит останавливаться, предаваясь размышлениям, Раскольников. Здесь же он становится свидетелем самоубийства женщины, бросившейся с моста в Екатерининский канал. У Вознесенского моста разворачивается сцена сумасшествия Катерины Ивановны Мармеладовой, заставляющей своих малолетних детей танцевать и петь ради подаяния перед прохожими. Вознесенский мост так же упоминается в романе «Подросток» Ф. М. Достоевского — близ него проживает главный герой Аркадий Долгорукий.